# Kavaklıdere, Bornova
Kavaklıdere là một xã thuộc huyện Bornova, tỉnh İzmir, Thổ Nhĩ Kỳ. Dân số thời điểm năm 2010 là 2.774 người.